# Mycalesis obscurata
Mycalesis obscurata är en fjärilsart som beskrevs av Martin 1929. Mycalesis obscurata ingår i släktet Mycalesis och familjen praktfjärilar. Inga underarter finns listade i Catalogue of Life.